# Vertentes
Vertentes is een gemeente in de Braziliaanse deelstaat Pernambuco. De gemeente telt 18.186 inwoners (schatting 2009).